# Bathing Beauties and Big Boobs

Bathing Beauties and Big Boobs est un film muet américain de comédie réalisé en 1918 par Larry Semon.

## Fiche technique
- Titre : Bathing Beauties and Big Boobs
- Réalisation : Larry Semon
- Scénario :  Larry Semon
- Production : Vitagraph Company of America
- Pays de production :  États-Unis
- Durée : 300 mètres (1 bobine)
- Format : noir et blanc
- Langue : muet
- Genre : comédie
- Date de sortie :
  - États-Unis : 22 juillet 1918

## Distribution
- Larry Semon : Lawrence
- Madge Kirby : la fille
- Frank Alexander
- James Donnelly